# Українське національне об'єднання

Агітаційна бригада «Карпатської Січі» агітує голосувати на виборах до Сойму Карпатської України за список УНО

Українське Національне Об'єднання — політична організація закарпатських українців, що виникла у 1939 році і перебрала від Центральної Української (Руської) Народної Ради функцію обстоювати інтереси українського населення.

## Історія
Засноване 18 січня 1939 року в Хусті з представників усіх доти існуючих українських партій і груп, за винятком комуністів. 24 січня був названий центральний провід УНО. Головою об'єднання став Федір Ревай — голова Української Центральної Народної Ради (УЦНР), заступником голови – Михайло Тулик, (згодом — Юрій Перевузник), генеральний секретар — Андрій Ворон. До складу головного проводу також увійшли: секретар Іван Рогач, редактор Василь Ґренджа-Донський, референт пропаганди Володимир Комаринський, контролери Микола Бабота та Микола Бандусяк. Крім того, безпосередніми членами проводу партії УНО стали: Авґустин Штефан, Михайло Бращайко, Ірина Невицька, Степан Росоха, Юрій Пазуханич, Микола Долинай, Степан Клочурак, Василь Лар, Дмитро Німчук, Михайло Марущак, Дмитро Попович, Іван Климпуш, Михайло Гупаловський. Почесним головою УНО був обраний Авґустин Волошин. Крайовий секретаріат (головний провід) партії розташувався у місті Хуст.
27 січня провід об'єднання сформував список кандидатів у посли (депутати) до 27 січня провід об'єднання сформував список кандидатів у посли (депутати) до Сойму Карпатської України із 32 осіб на чолі з Авґустином Волошиним, усі з яких були обрані. Пресовий орган — щоденник «Нова Свобода», редакцію якої очолив письменник В. Ґренджа-Донський.. За підсумками виборів партія УНО здобула масову підтримку в населення – 92,4 %. Сумарно противники партії УНО та українського національно-державного вектора розвитку краю здобули лише 19 тис. 645 голосів.
22 січня офіційний орган Українського Національного Об'єднання «Нова Свобода» у Львові помістив передову статтю, в якій поінформував про утворення Президії УНО, його склад та характер діяльності політичного об'єднання. Стверджувалося, що Президія УНО «буде відігравати в Карпатській Україні таку роль, як націонал-соціалістична партія в Німеччині, або фашистська в Італії»[джерело?].
З окупацією Карпатської України Угорським королівством, Українське Національне Об'єднання припинило діяльність.